# Hypsugo alaschanicus
Hypsugo alaschanicus es una especie de murciélago de la familia Vespertilionidae.

## Distribución geográfica
Se encuentra en China, Corea, Rusia y Mongolia.